# Psychinae
Sous-famille
Taxons de rang inférieur
- Psychini
- Peloponnesiini

Les Psychinae sont une sous-famille d'insectes lépidoptères de la famille des Psychidae.

## Classification
La sous-famille des Psychinae est attribuée, en 1829, au lépidoptériste français Jean-Baptiste Boisduval (1799-1879).

### Tribus et genres non classés
Cette sous-famille a deux tribus, Psychini et Peloponnesiini et deux genres non classés Patromasia Meyrick 1926, et Prochalia Barnes & McDunnough, 1913.

## Genres
Il y a douze genres dans la sous-famille Psychinae :
- Anaproutia Lewin, 1949 g
- Astala Davis, 1964 c g b
- Bacotia Tutt, 1899 c g
- Basicladus Davis, 1964 c g b
- Coloneura Davis, 1964 g
- Cryptothelea Duncan, 1841 c g b
- Hyaloscotes Butler, 1881 c g
- Luffia Tutt, 1899 c g
- Peloponnesia Sieder, 1959 c g
- Prochalia Barnes & McDunnough, 1913 c g
- Proutia Tutt, 1899 c g
- Psyche Schrank, 1801 c g b

Data sources: i = ITIS, c = Catalogue of Life, g = GBIF, b = Bugguide.net,,,
,,